# 中野区立第七中学校
中野区立第七中学校（なかのくりつ だいななちゅうがっこう）は東京都中野区江古田にある公立中学校。

## 概要
- 主に、江古田小学校と江原小学校の卒業生が進学する。
- 2009年度（平成21年度）より、特別支援学級が設置されている。
- 正門は、テレビドラマや映画などでよく使用されている。
- テレビ番組『ミュージックステーション』（テレビ朝日・ANN系列）のコーナーに生徒が出演した。

## 沿革
- 1947年5月 開校（仮校舎江古田小学校）
- 1949年6月 新校舎竣工（2・3年生移転）
- 1950年7月 増築工事竣工（全生徒収容）
- 1953年6月 障害児学級新設
- 1954年3月 校歌「わかばわかき」制定
- 1955年5月 プール竣工
- 1961年10月 体育館落成式
- 1981年3月 障害児学級閉級
- 1984年3月 病弱児学級閉級
- 1995年11月 男子バレーボール部都大会準優勝
- 1999年6月 ビオトープ設置
- 2001年2月 文部科学省「次世代ITを活用した未来型教育開発研究事業」実施指定校
- 2003年5月 普通教室冷暖房設備設置工事完了

## 主な学校行事
- 入学式
- 対面式
- 部活紹介
- 離任式
- 移動教室（1年生が夏休みに軽井沢に行く）
- 運動会（毎年6月ごろに開催される）
- 修学旅行（3年生が京都、奈良に行く）
- 合唱コンクール（なかのZEROで毎年10月に開催）
- スキー教室（2年生が行く)
- 球技大会
- 卒業式
- 校外学習（年度にもよるが主に1、2年生)

## 委員会
- 生徒会
- 学級委員会
- 生活整美委員会
- 保健給食委員会
- 体育委員会
- 図書広報委員会
- 選挙管理委員会

## 校内設備
- 体育館（2008年から2009年にかけて改装された）
- 普通教室（教室内には50インチほどの薄型テレビがある）
- 第一、第二理科室
- 美術室
- 第一、第二音楽室（第二音楽室は基本吹奏楽部のみ使用する）
- 第一、第二家庭科室
- 技術室
- パソコン室
- 図書室
- 保健室
- プール
- トーキングルーム
- 多目的室
- D組校舎（D組校舎は校舎の改装と増築で作られた）

理科室、家庭科室、技術室、体育館以外には冷暖房、扇風機、加湿器が設置されている。

## 制服
- 女子がセーラー型ブレザー、男子が詰襟の学ランである。2019年度から、女子はズボンの着用が可能になった。[要出典]
- 女子は指定のベストとリボンを着用しなければならない。
- 公立中学校には珍しく、校章やクラス章は付けないがボタンに校章が刻まれている。
- ローファーでの登下校は禁止である。
- 体育着、ジャージ、上履きはミズノ製である。
- その他の決まりは特にないが、スカート丈や装飾、頭髪などは厳しく指導される。

## 著名な卒業生
- 伊藤隆太[1] - 元ボブスレー日本代表[2]
- 寺澤有[3] - ジャーナリスト
- 内藤忍[4] - 実業家